# Marie-Jean Hérault de Séchelles
Marie-Jean Hérault de Séchelles (París, 20 de septiembre de 1759-Ibidem, 5 de abril de 1794) fue un juez y político francés que participó en la Revolución francesa.

## Biografía
Marie-Jean Hérault de Séchelles nació en París en el seno de una familia noble y conocida. Su abuelo fue René Hérault, quien había servido como teniente general de policía de París entre 1725 y 1739. Su bisabuelo fue Jean Moreau de Séchelles (1690-1760), quien había servido como Controlador General de las Finanzas entre 1754 y 1756 y había dado su nombre al archipiélago de las Seychelles. La hija de Jean Moreau de Séchelles, Hélène Moreau de Séchelles (1715-1798), fue la segunda esposa de René Hérault.
La mayoría de los autores, sin embargo, consideran que René Hérault no era el abuelo biológico de Marie-Jean Hérault de Séchelles. Su abuelo biológico fue probablemente Louis Georges Érasme de Contades (1704-1795), mariscal de Francia, que tuvo un romance con Hélène Moreau de Séchelles durante su matrimonio con René Hérault. Hélène Moreau de Séchelles dio a luz a un hijo en 1737, Jean-Baptiste Martin Hérault de Séchelles, el padre de Marie-Jean, quien murió en 1759, en la batalla de Minden, donde Contades estaba al mando del ejército francés. Contades se hizo cargo de Marie-Jean Hérault de Séchelles después de la temprana muerte de su padre. Había dispuesto casar a su hijo ilegítimo Jean-Baptiste Martin Hérault de Séchelles con la sobrina de su esposa, para que pudiera presentarse en sociedad como el "tío" de Marie-Jean.
Marie-Jean Hérault de Séchelles fue también el primer primo de la famosa duquesa de Polignac Yolande de Polastron, la amiga y confidente de la reina María Antonieta. La duquesa de Polignac, que luego sería objeto de una profunda desaprobación revolucionaria, fue hija de Jeanne Charlotte Hérault (1726-1753 o 1756), hija de René Hérault y de su primera esposa. Finalmente, fue también sobrino de Claude-Henri Feydeau de Marville, teniente general de policía de París entre 1739 y 1747, que se había casado con la tía de Marie-Jean, la segunda hija de René Hérault y su primera esposa.
Hérault de Séchelles hizo su debut como abogado en el Châtelet de París, el tribunal civil y penal de la ciudad. A la edad de veinte años se convirtió en abogado del rey en el Châtelet, en parte debido a la ayuda de la duquesa de Polignac. Los cercanos a la familia Polignac lo presentaron ante la reina, quien promovió su nombramiento como abogado del rey en el prestigioso Parlement de París.
Francmasón activo, fue miembro de la logia Les Neuf Soeurs desde su creación en 1776.
Su ocupación legal no le impidió dedicarse a la literatura y en 1785 publicó un relato de una visita que había realizado al notable naturalista Georges-Louis Leclerc de Buffon, en Montbard: La visite à Buffon, ou Voyage à Montbard. También fue autor de una obra filosófica publicada después de su muerte, Théorie de l'ambition.
A pesar de su educación, Hérault se convirtió en uno de los primeros defensores de las ideas revolucionarias y participó en la Toma de la Bastilla en julio de 1789. En diciembre de 1790 fue nombrado juez de la corte del primer distrito en el departamento de París. Desde finales de enero hasta abril de 1791, Hérault estuvo ausente en una misión en Alsacia, donde fue enviado a restablecer el orden después de un período de disturbios civiles y hacer cumplir la Constitución civil del clero. Aquí recibió amenazas de muerte. A su regreso fue nombrado comisario del rey en la Corte de Casación.